# Давыд Ольгович
Давыд Ольгович (— после 1196?) — княжич Стародубский, старший внук Святослава Всеволодовича Черниговского и Киевского, одного из героев «Слова о полку Игореве».

## Биография
В 1191 году Давыд участвовал в походе против половцев вместе с северскими князьями и своими дядьями, киевскими и черниговским княжичами. Половцы оказались готовы к столкновению, и русские князья сочли соотношение сил неблагоприятным и избежали его.
Давыд участвовал в походе, возглавленном его отцом, против Давыда смоленского. Ольговичи в союзе с полочанами вторглись в Смоленское княжество, в ходе битвы сначала смоляне начали одерживать верх и стали преследовать отступавших черниговцев. Тогда, по выражению летописца, Давыда иссекли, что лишь иногда толкуется исследователями как его гибель. Затем в тыл смолянам ударили полочане и решили исход сражения в пользу союзников, руководивший смолянами Мстислав Романович Старый попал в плен.
В случае, если погиб в 1196 году ("иссечён"), не пережил отца и как минимум десятерых дядьёв, значительных княжеских столов не занимал. Но дети Давыда Мстислав и Константин упомянуты в Любецком синодике как новгород-северские князья. Они могли получить права на Новгород-Северский как внуки Игоря Святославича по матери. По версии Зотова Р. В., новгород-северским князем после Владимира Игоревича (1206) был Рюрик Ольгович (в крещении Константин; ум. между 1210 и 1215), брат Давыда. Впоследствии, при переходах Всеволода Чермного на киевское княжение, Рюрик переходил на черниговское, а Давыд Ольгович мог занимать новгород-северское.

## Семья и дети
Жена:
- дочь Игоря Святославича новгород-северского, с 1190 года.

Дети:
- Владимир (по версии Войтовича Л. В. В Любецком синодике без отчества; в другом прочтении является отчеством упомянутых перед этим князей)
- Мстислав Новгород-Северский
- Константин Новгород-Северский
- Святослав[4]

## Давыдовичи Новгород-Северские
В князе Фёдоре-Мстиславе, упомянутом в Любецком синодике на поз.50, некоторые историки видят родившегося в 1193 году Мстислава Давыдовича, по совпадению княжеского и крестильного имени и по упоминанию у следующего князя синодика — Константина — отчества Давыдович, хотя о сыне Константине у Давыда Ольговича из первоисточников неизвестно, а князья упомянуты рядом с жившим в начале XIV века Александром Новосильским, убитым в Орде в 1326 году. На этом основании потомки Давыда Ольговича считаются новгород-северскими князьями после Игоревичей начала XIII века. Другие историки считают новгород-северскими князьями в период 1212—1239 Михаила Всеволодовича и Мстислава Глебовича.
У Константина известен сын Тимофей, престола не занимавший и возможно умерший при жизни отца, а у Святослава — сын Дмитрий, бывший последним новгород-северским князем до литовских Гедиминовичей.
По версии Безносюка С., отцом Фёдора-Мстислава мог быть Изяслав Владимирович (князь путивльский), отцом Константина и Святослава — Давыд (поз.33 Любецкого синодика), также сын Владимира Игоревича, в этом случае младшая ветвь продолжала владеть Новгородом-Северским и в XIII веке.